# Міс Всесвіт 1959
«Міс Всесвіт 1959» — восьмий конкурс краси «Міс Всесвіт», що відбувся 24 липня 1959 року в муніципальному залі Лонг-Біч у Лонг-Біч, Каліфорнія, США. Це був останній рік, коли конкурс краси проводився в Лонг-Біч, перш ніж він переїхав до Маямі-Біч, Флорида, у 1960 році .
Наприкінці заходу Лус Марина Зулуага з Колумбії коронувала Акіко Кодзіму з Японії як Міс Всесвіт 1959.  Кодзіма була першою представницею Японії та першою жінкою азійського походження, яка виграла конкурс. 
У цьогорічному конкурсі краси взяли участь красуні з тридцяти чотирьох країн. Ведучим конкурсу був вдруге Байрон Палмер.

## Передісторія

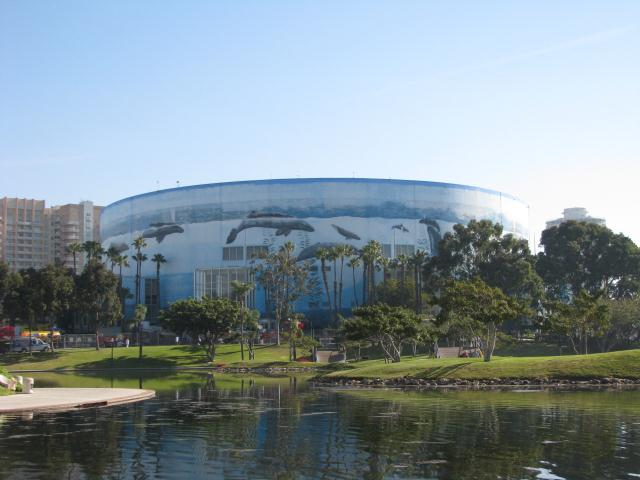
Муніципальна аудиторія Лонг-Біч, місце проведення конкурсу "Міс Всесвіт" 1959 року

### Відбір учасників
Для участі у конкурсі було відібрано учасниці з тридцяти чотирьох країн.

#### Дебюти, повернення та відмови від участі
У цьому виданні дебютували Болівія, Бірма та Люксембург, а також повернулися Австрія, Коста-Рика, Ісландія, Таїланд та Туреччина. Таїланд востаннє брав участь у конкурсі у 1954 році, а Австрія, Коста-Рика, Ісландія та Туреччина – у 1957 році . Австралія, Британська Гвіана, Чилі, Парагвай, Сінгапур, Суринам, Венесуела та Вест-Індія відмовилися від участі після того, як їхні організації відповідальні за вибір кандидатки не змогли провести національний конкурс або призначити делегата.  Аляска відмовилася від участі через те, що колишня Територія Аляска стала штатом Сполучених Штатів, і таким чином була понижена з національного конкурсу «Міс Всесвіт» до конкурсу штату «Міс США»  .
Крістін Матіас з Філіппін мала брати участь у конкурсі «Міс Всесвіт», але її університет, Філіппінський жіночий університет, заборонив їй брати участь, оскільки вони не дозволяють своїм студенткам одягати купальник на публіку.   Аїда Кадамані мала представляти Об'єднану Арабську Республіку на «Міс Всесвіт», але знялася з участі, відмовившись одягнути купальник перед суддями.  Потім її замінила Навал Рамлі, але вона також не продовжила змагання, оскільки організатори конкурсу не відповіли на її запити щодо можливості заміни Кадамані.  Індонезія мала брати участь у конкурсі вперше, але не змогла надіслати кандидата через протести в Джакарті проти створення конкурсу «Міс Індонезія».  Інші країни, які не дозволили своїм представницям з'являтися в купальниках, за словами Оскара Рейнхардта, тодішнього виконавчого продюсера «Міс Всесвіт Інк.», включали Ірландію, Португалію та Іспанію.  Іспанія та Португалія надішлють своїх перших представниць наступного року.

## Результати

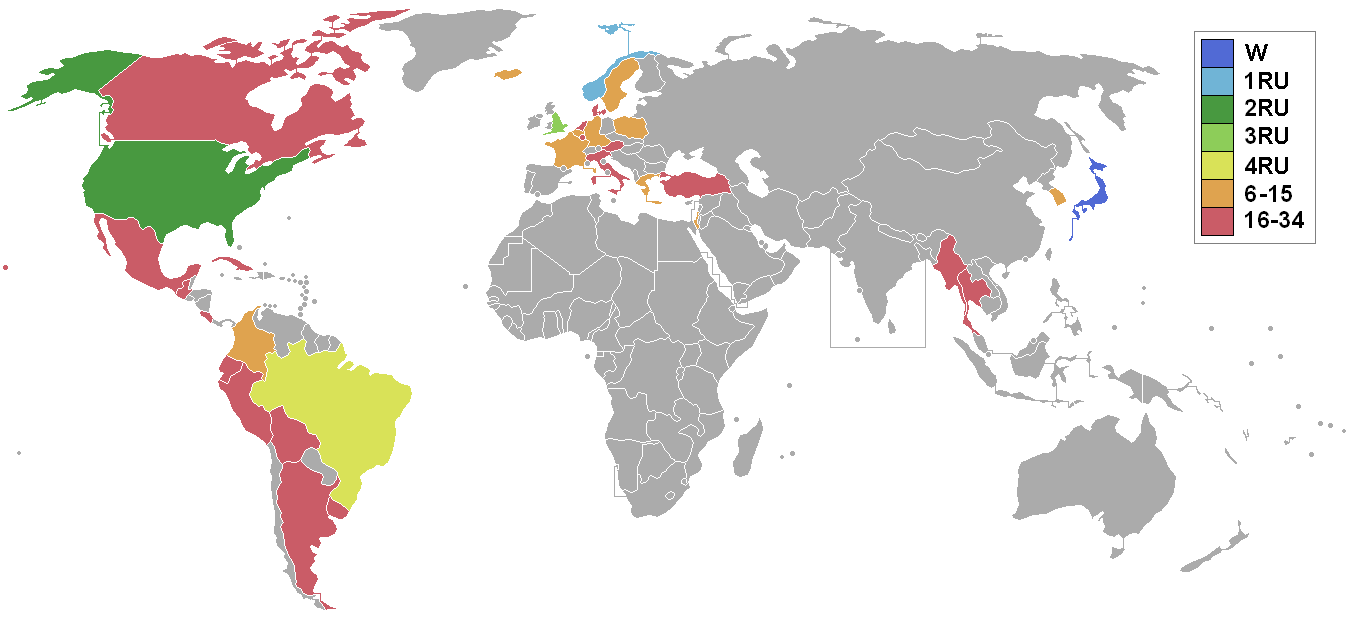
Країни та території-учасниці конкурсу "Міс Всесвіт 1959"

### Призові місця
| Placement        | Contestant |
| ---------------- | --- |
| Міс Всесвіт 1959 | - Японія – Акіко Кодзіма |
| 1-а віце-міс     | - Норвегія - Йорун Крістіансен |
| 2-а віце-міс     | - США – Террі Лінн Хантінгдон |
| 3-я віце-міс     | - Англія - Памела Енн Сірл |
| 4-а віце-міс     | - Бразилія – Вера Регіна Рібейро |
| Топ 15           | - Бельгія – Гелен Савіньї - Колумбія - Ольга Пумарехо - Франція – Франсуаз Сен-Лоран - Греція – Зойца Куруклі - Ісландія – Сігрідур Порвальдсдоттір - Ізраїль – Ріна Іссаков - Польща – Сюзанна Цембровськ - Південна Корея – О Хьон Джу - Швеція – Марі Луз Екстрьом - Західна Німеччина – Кармела Кюнцель |

### Спеціальні нагороди
| Нагорода              | Учасник                          |
| --------------------- | -------------------------------- |
| Міс Дружба            | - Таїланд – Содсай Ваніджавахана |
| Міс Фотогенічність    | - Англія – Памела Енн Сірл       |
| Міс Популярна Дівчина | - Південна Корея – О Хьон-джу    |

## Конкурс

### Формат
Так само, як і в 1958 році, п'ятнадцять півфіналісток були обрані на попередньому відборі, який складався з конкурсу купальників та вечірніх суконь. Кожна з п'ятнадцяти півфіналісток виступила з короткою промовою під час фінальної телетрансляції, використовуючи свою рідну мову. Після цього п'ятнадцять півфіналісток знову продемонстрували себе  у купальниках  та вечірніх сукнях, і зрештою було обрано п'ятьох фіналісток. 

### Відбіркова комісія
- Максвелл Арноу — американський режисер
- Клод Берр – французький режисер, сценарист, продюсер, актор та кінодистриб'ютор [11]
- Гіслен Р. де Амадор – еквадорський суддя [11]
- Віон Папаміхаліс - кінопродюсер
- Джозеф Руттемберг — українсько-американський фотожурналіст і кінооператор
- Вінсент Тротта – американський художник [10]
- Пол Велманн - американський журналіст

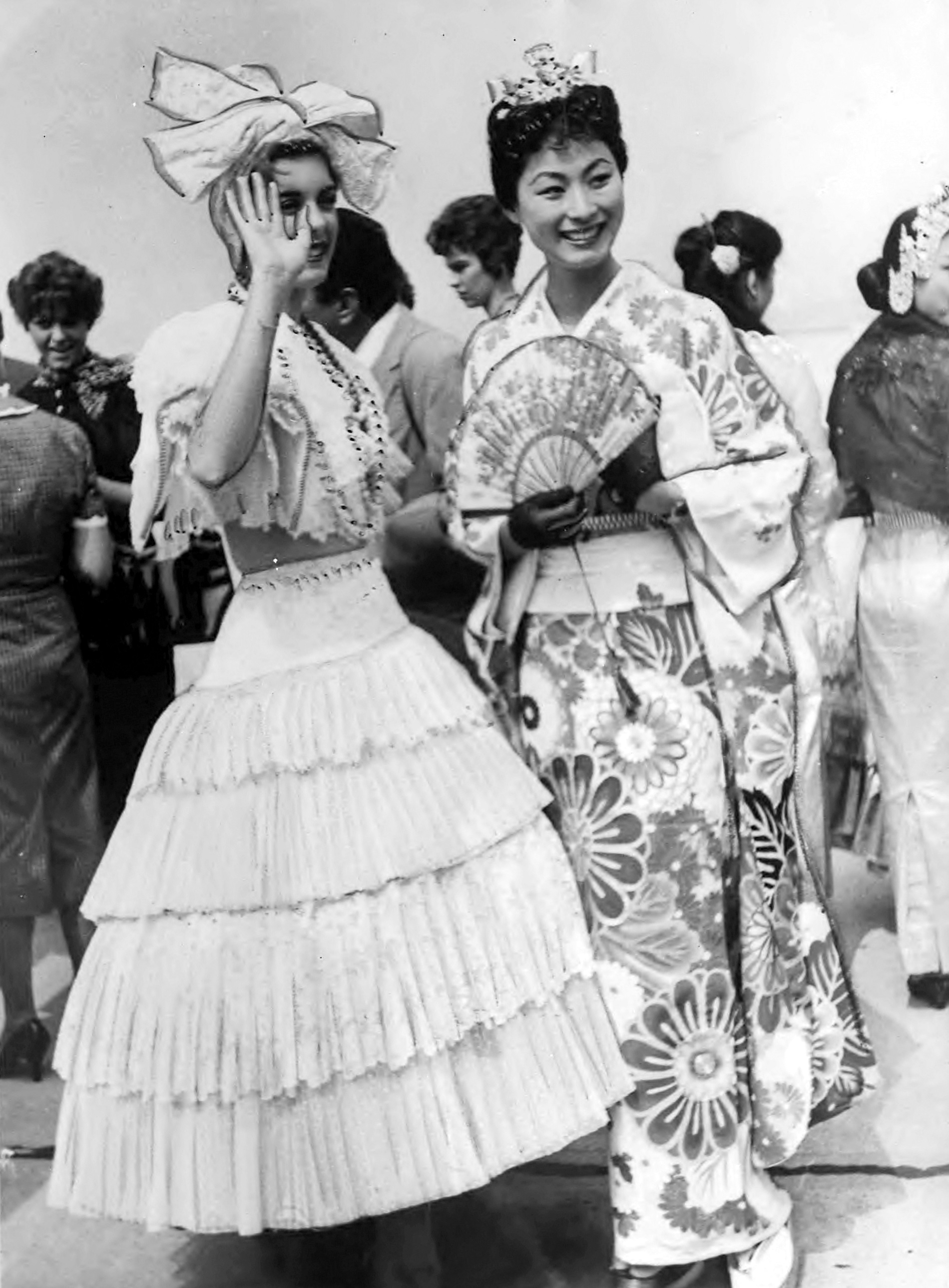
Міс Бразилія 1969 року Віра Рібейро з Міс Всесвіт 1959 року Акіко Кодзімою під час параду національних костюмів у Маямі-Біч, Флорида.

Тридцять чотири учасниці змагалися за титул. 
| Країна                                                                                    | Учасниця                     | Вік | Рідне місто    |
| ----------------------------------------------------------------------------------------- | ---------------------------- | --- | -------------- |
| Аргентина                                                                                 | Ліана Кортіхо                | 20  | Буенос-Айрес   |
| Австрія                                                                                   | Крістін Спацьєр              | 19  | Відень         |
| Бельгія                                                                                   | Гелен Савіньї                | 24  | Брюссель       |
| Болівія                                                                                   | Коріна Таборга               | 19  | Ла-Пас         |
| Бразилія                                                                                  | Вера Регіна Рібейро          | 19  | Ріо-де-Жанейро |
| Бірма                                                                                     | Тан Тан Ай                   | 19  | Янгон          |
| Канада                                                                                    | Айлін Баттер                 | 25  | Анкастер       |
| Колумбія                                                                                  | Ольга Пумарехо               | 20  | Барранкілья    |
| Коста-Рика                                                                                | Зіанн Монтуріол              | 20  | Ередія         |
| Куба                                                                                      | Ірма Буеса Мас               | 19  | Гавана         |
| Данія                                                                                     | Ліза Столберг                | 18  | Копенгаген     |
| Еквадор                                                                                   | Карлота Єлена Аяла           | 19  | Гуаякіль       |
| Англія                                                                                    | Памела Енн Сірл              | 21  | Суррей         |
| Франція                                                                                   | Франсуаз Сен-Лоран           | 18  | Неї-Плезанс    |
| [[Файл:Шаблон:Прапор Kingdom of Greece\|20x13px\|Kingdom of Greece]] Греція               | Зойца Куруклі                | 18  | Афіни          |
| Гватемала                                                                                 | Роджелія Круз                | 18  | Гватемала      |
| Гаваї                                                                                     | Патрісія Віссер              | 21  | Гонолулу       |
| [[Файл:Шаблон:Прапор Holland\|20x13px\|Holland]] Голандія                                 | Пеггі Ервіх                  | 22  | Роттердам      |
| Ісландія                                                                                  | Сігрідур Порвальдсдоттір     | 18  | Рейкявік       |
| Ізраїль                                                                                   | Ріна Іссаков                 | 19  | Тель-Авів      |
| Італія                                                                                    | Марія Грація Бучелла         | 18  | Тренто         |
| Японія                                                                                    | Акіко Кодзіма                | 22  | Токіо          |
| Люксембург                                                                                | Джозе Пандел                 | 19  | Гревенмахар    |
| Мексика                                                                                   | Міран Гарсія Давіла          | 18  | Мехіко         |
| Норвегія                                                                                  | Йорунн Крістіансен           | 18  | Мосс           |
| Перу                                                                                      | Гвадалупе Марьєтегуї Хоукінс | 18  | Кальяо         |
| [[Файл:Шаблон:Прапор Polish People's Republic\|20x13px\|Polish People's Republic]] Польща | Сюзанна Цембровська          | 19  | Варшава        |
| Південна Корея                                                                            | О Хьон-джу                   | 19  | Сеул           |
| Швеція                                                                                    | Марі Луїз Екстром            | 20  | Сундсвалль     |
| Таїланд                                                                                   | Содсай Ваніджвахана          | 22  | Бангкок        |
| Туреччина                                                                                 | Езель Олкай                  | 19  | Стамбул        |
| США                                                                                       | Террі Лінн Хантінгдон        | 19  | Шаста          |
| Уругвай                                                                                   | Клаудія Бернат               | 20  | Монтевідео     |
| Західна Німеччина                                                                         | Кармела Кюнзель              | 19  | Берлін         |